# Patrik Augusta
Patrik Augusta (* 13. November 1969 in Jihlava, Tschechoslowakei) ist ein ehemaliger tschechischer Eishockeyspieler und heutiger -trainer, der seit 2018 dem Trainerstab der Bílí Tygři Liberec angehört und im Mai 2019 zum Cheftrainer ernannt wurde. Er ist der Sohn des ehemaligen Eishockeyspielers und -trainers Josef Augusta.

## Karriere
Als hoffnungsvoller Nachwuchsspieler wurde Patrik Augusta beim NHL Entry Draft 1992 in der siebten Runde an 149. Stelle von den Toronto Maple Leafs gezogen. Nach vier Jahren bei ASD Dukla Jihlava wechselte er nach dem Draft sofort nach Nordamerika und spielte bei Torontos Farmteam, den St. John’s Maple Leafs, in der American Hockey League. Er überzeugte dort und bekam eine Chance, konnte aber bei seinen ersten beiden Spielen in der NHL nicht auf sich aufmerksam machen. Toronto gab ihn an die Washington Capitals ab, die ihn aber auch in den ersten Jahren nur in ihrem Farmteam in der IHL einsetzten. Hier war er immer unter den Topscorern und hatte drei Jahre in Folge mehr als 80 Punkte. Doch auch bei den Capitals durfte er nur zweimal in der NHL aufs Eis und blieb ohne Scorerpunkt.
Patrik begrub seine NHL-Pläne und wechselte zu den SERC Wild Wings. Nach zwei Jahren in Schwenningen heuerte er bei den Krefeld Pinguinen an. Er gehörte mit Christoph Brandner und Brad Purdie zur ersten Sturmreihe der Krefeld Pinguine, welche 2003 Deutscher Meister wurden. Die Reihe wurde auch „magisches Dreieck“ genannt. Auch in Krefeld spielte er zwei Jahre und wechselte dann zur Saison 2003/04 zu den Hannover Scorpions. Eine Vielzahl verschiedener Verletzungen zwangen ihn jedoch nach der Saison 2005/06 seine aktive Karriere zu beenden.
Danach arbeitete er zwei Jahre lang als Scout für die Phoenix Coyotes. Ab 2008 stand er beim HC Dukla Jihlava als Sportmanager unter Vertrag und betreute die Profimannschaft des Vereins von 2009 bis 2013 parallel als Assistenztrainer. Anschließend war er als Nachwuchstrainer bei Dukla beschäftigt. Zwischen 2012 und 2017 gehörte er zudem zum Trainerstab der Junioren-Nationalmannschaften Tschechiens und betreute zunächst die U16, später die U17- und U18-Auswahlmannschaften.
2017 war er für etwa vier Monate Cheftrainer beim BK Mladá Boleslav. Zur Saison 2018/19 wechselte er als Co-Trainer zu den Bílí Tygři Liberec.

## Erfolge und Auszeichnungen
| - 1994 AHL Second All-Star Team - 1995 Teilnahme am AHL All-Star Classic - 1997 IHL Second All-Star Team | - 2003 Bester Vorlagengeber der DEL-Playoffs - 2003 Deutscher Meister mit den Krefeld Pinguinen - 2004 Teilnahme am DEL All-Star Game |